# Херд, Эмбер
Э́мбер Ло́ра Херд (англ. Amber Laura Heard; род. 22 апреля 1986, Остин, Техас, США) — американская актриса.

## Биография
Эмбер Херд родилась и воспитывалась в Техасе, в пригороде Остина. В подростковом возрасте будущая актриса активно участвовала в школьных театральных постановках, снималась в рекламных роликах и принимала участие в рекламных и политических кампаниях.
Когда Эмбер было 16 лет, её лучшая подруга разбилась в автокатастрофе. Тогда Херд, выросшая в католической семье, объявила себя атеисткой. В 17 она бросила Католическую академию св. Михаила и отправилась в Нью-Йорк, где начала работать моделью. Такая профессия, впрочем, её не привлекала, и вскоре она отправилась в Лос-Анджелес в погоне за мечтой — карьерой актрисы.
В Лос-Анджелесе Херд начала карьеру в эпизодических ролях многих телесериалов: в пилотной серии «Джека и Бобби» в роли Лиз (2004), в сериале «Гора» (2004) в роли Райли и в «О. С. — Одиноких сердцах», где у Эмбер была короткая и яркая роль девушки-продавщицы. В том же 2004 году Херд впервые снялась в кино в фильме «В лучах славы», сыграв роль Марии. Потом была роль Шэй в «Снадобье вурдалака», низкобюджетном фильме ужасов, а также роли второго плана в картинах «Убийственная сексуальность» (2005), «Цена расплаты» и «Здесь и сейчас» (2006). Заметной работой стала роль Альмы в «Альфа Дог» — в этом фильме, как и в «Северной стране», её партии были более значительными.
Затем Эмбер пригласили сниматься в сериале «Тайны Палм Спрингс» («Hidden Palms» в оригинале) в роли Греты Мэттьюс, которая теряет мать и возлюбленного и начинает дружить с главным антигероем сериала Джонни. Чтобы получить эту роль, Эмбер пришлось похудеть — за 4 месяца жесткой диеты она потеряла 11 килограмм веса. В итоге сериал вышел в эфир канала CW Network, однако из 12 серий зрители увидели лишь 8; после чего сериал сняли с эфира.
Следующим проектом актрисы стал фильм ужасов «Все парни любят Мэнди Лейн», где она играла главную роль. Премьера фильма состоялась на кинофестивале в Торонто, но в британских кинотеатрах фильм был показан только через год.
В 2007 году актриса снялась в короткометражке «День 73 с Сарой», а затем — в ленте «Ошеломление». В 2008 году снялась в комедии «Ананасовый экспресс», а также в спортивной драме «Никогда не сдавайся». Роль влюбившейся в главного героя девушки в кассовом фильме принесла актрисе не только деньги, но и значительное увеличение популярности.
В 2008 году Эмбер снялась в фильме «Информаторы». В самом конце 2008 года актриса снялась в картинах «Река-вопрос» и «Семейка Джонсов». Потом были фильмы «Добро пожаловать в Zомбилэнд» (2009; Эмбер играет небольшую роль объекта страсти героя Джесси Айзенберга, неожиданно превратившуюся в зомби), фильм ужасов «Отчим» и комедия «С глаз долой — из сердца вон».
В 2010 году Эмбер сыграла в фильмах «Палата» Джона Карпентера и «И наступит тьма», а в 2011 году — «Ромовый дневник», где главную роль играет Джонни Депп.
После завершения судебного процесса «Депп против Херд» Эмбер приостановила актёрскую карьеру и обосновалась с дочерью в Мадриде.

## Личная жизнь
В 2007—2008 годах актриса встречалась с актёром Криспином Гловером, коллегой по фильму «Убийственная сексуальность».
С 2008 года Эмбер встречалась с женщиной-фотографом Тасей Ван Ри. Они расстались не позднее первой половины 2012 года.
В декабре 2010 года на вечеринке организации GLAAD Эмбер призналась в бисексуальности. По словам Херд, у неё хватило сил признаться в своей ориентации во многом из-за деятельности этого альянса. «Думаю, что GLAAD стала одной из причин, благодаря которым я, 24-летняя девушка, могу открыто говорить. Я ненавижу ярлыки, как и все остальные, но я та, кто я есть», — заявила актриса. «По моему личному мнению, если вы что-то отрицаете или скрываете, вы невольно признаете, что это неправильно. А я не чувствую, что я не права. Я не чувствую, что миллионы людей не правы из-за того, что любят тех, кого любят», — уверена она.
В 2017 году встречалась с инженером и миллиардером Илоном Маском.
8 апреля 2021 года у Эмбер родилась дочь Уна Пейдж Хёрд.
Отношения с Джонни Деппом
3 февраля 2015 года Эмбер вышла замуж за актёра и партнёра по фильму «Ромовый дневник» Джонни Деппа, с которым она встречалась 3 года до их свадьбы. 23 мая 2016 года Эмбер подала на развод, через три дня после смерти матери Деппа. В январе 2017 года развод был официально оформлен. Их развод привлёк внимание СМИ, когда Херд заявила, что Депп был жестоким на протяжении всех их отношений. В 2018 году Депп подал в суд на издателей британского таблоида The Sun за клевету. В 2020 году председательствующий судья обнаружил, что печатная статья, в которой утверждалось, что Депп жестоко обращался с Херд, была «по существу правдивой». В начале 2019 года Депп подал в суд на Херд за клевету из-за статьи, которую она написала о сексуальном и домашнем насилии в The Washington Post. В 2020 году Херд подала встречный иск против Деппа. Процесс «Депп против Херд» начался в Виргинии в апреле 2022 года. 1 июня 2022 года жюри присяжных признало Эмбер Херд виновной в клевете. Суд присяжных присудил Деппу компенсацию в размере 15 миллионов долларов. Встречный иск Херд был удовлетворён частично в размере 2 млн долларов.

## Фильмография

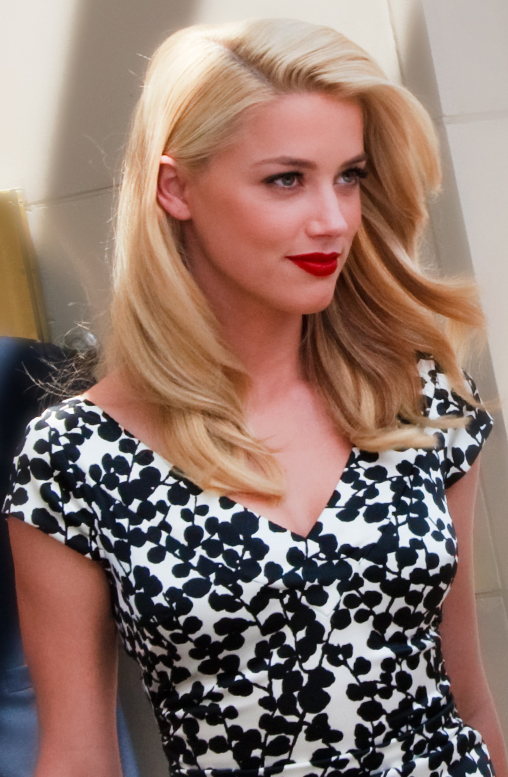
Эмбер Херд на кинофестивале в Торонто (2009)

| Год  |   | Русское название                  | Оригинальное название          | Роль             |
| ---- | - | --------------------------------- | ------------------------------ | ---------------- |
| 2004 | ф | В лучах славы                     | Friday Night Lights            | Мария            |
| 2005 | ф | Снадобье вурдалака                | SideFX                         | Шэй              |
| 2005 | с | Одинокие сердца                   | The O.C.                       | продавщица       |
| 2005 | ф | Убийственная сексуальность        | Drop Dead Sexy                 | Кэнди            |
| 2005 | ф | Северная страна                   | North Country                  | юная Джози       |
| 2006 | ф | Цена расплаты                     | Price to Pay                   | Триша            |
| 2006 | ф | Принц                             | The Prince                     | Серена           |
| 2006 | ф | Альфа Дог                         | Alpha Dog                      | Альма            |
| 2006 | ф | Все парни любят Мэнди Лэйн        | All the Boys Love Mandy Lane   | Мэнди Лэйн       |
| 2006 | с | Мыслить как преступник            | Criminal Minds                 | Лайла Арчер      |
| 2007 | ф | День 73 с Сарой                   | Day 73 with Sarah              | Мэри             |
| 2007 | ф | Ошеломление                       | Remember the Daze              | Джулия Форд      |
| 2007 | с | Тайны Палм-Спрингс                | Hidden Palms                   | Грета Мэттьюз    |
| 2007 | с | Californication                   | Californication                | Эмбер            |
| 2008 | ф | Никогда не сдавайся               | Never Back Down                | Баха Миллер      |
| 2008 | ф | Ананасовый экспресс: сижу, курю   | Pineapple Express              | Энджи Андерсон   |
| 2008 | ф | Информаторы                       | The Informers                  | Кристи           |
| 2009 | ф | Сдохни!                           | ExTerminators                  | Никки            |
| 2009 | ф | Семейка Джонсов                   | The Joneses                    | Дженн Джонс      |
| 2009 | ф | Добро пожаловать в Zомбилэнд      | Zombieland                     | 406              |
| 2009 | ф | Отчим                             | The Stepfather                 | Келли Портер     |
| 2010 | ф | И наступит тьма                   | And Soon the Darkness          | Стефани          |
| 2010 | ф | Река-вопрос                       | The River Why                  | Эдди             |
| 2010 | ф | Палата                            | The Ward                       | Кристен          |
| 2011 | ф | Сумасшедшая езда                  | Drive Angry 3D                 | Пайпер           |
| 2011 | ф | Ромовый дневник                   | The Rum Diary                  | Шено             |
| 2011 | с | Клуб Плейбоя                      | The Playboy Club               | Морин            |
| 2013 | ф | Сироп                             | Syrup                          | 6                |
| 2013 | ф | Мачете убивает                    | Machete Kills                  | мисс Сан Антонио |
| 2013 | ф | Паранойя                          | Paranoia                       | Эмма Дженнингс   |
| 2014 | ф | Три дня на убийство               | Three Days to Kill             | Виви Дилэй       |
| 2015 | ф | Когда я снова проживу свою жизнь  | When I Live My Life Over Again | Джуд             |
| 2015 | ф | Супер Майк XXL                    | Magic Mike XXL                 | Зои              |
| 2015 | ф | Аддеролловые дневники             | The Adderall Diaries           | Лана Эдмонд      |
| 2015 | ф | Девушка из Дании                  | The Danish Girl                | Улла Поульсен    |
| 2017 | ф | В чём смысл?                      | What's the Point?              | Фанни            |
| 2017 | ф | Лига справедливости               | Justice League                 | Мера             |
| 2017 | ф | Лондонские поля                   | London Fields                  | Никола Сикс      |
| 2018 | ф | Аквамен                           | Aquaman                        | Мера             |
| 2019 | ф | Глубокий овраг                    | Gully                          | Джойс            |
| 2020 | с | Противостояние                    | The Stand                      | Надин Кросс      |
| 2021 | ф | Лига справедливости Зака Снайдера | Zack Snyder's Justice League   | Мера             |
| 2023 | ф | Аквамен и потерянное царство      | Aquaman and the Lost Kingdom   | Мера             |

## Номинации и награды
- Премия «Молодой Голливуд» 2008 года.
- Премия Международного кинофестиваля в Далласе 2010 года.
- Премия Голливудского кинофестиваля 2011 года за фильм «Ромовый дневник».
- Эмбер Херд вошла в список «100 самых сексуальных женщин» по версии журнала «Maxim» в 2008 и 2009 годах, а также в аналогичные рейтинги «FHM» тех же периодов.